# Realizam (filozofija)

## Problem univerzalija u srednjovjekovnoj filozofiji
U filozofiji se pojam realizam pojavljuje u ranom srednjem vijeku u raspravi o univerzalijama, koja se vodila u teologiji i filozofiji, uglavnom na području zapadnog (latinskog) kršćanstva. (Slična se rasprava u isto vrijeme vodila i u islamskoj filozofiji.) Riječ je o problemu ontološkog statusa općih pojmova (ideja), odnosno vrsta i rodova: postoje li opći pojmovi, kao "konj", "trokut", "dobro" i sl. realno (posjeduju supstancijalnost) li, sami po sebi, izvan pojedinačnih stvari? Ako postoje, jesu li tjelesni ili netjelesni? 
Problem se pojavio pri tumačenju Aristotelovog spisa Kategorije, jednog od rijetkih Aristotelovih spisa koji je bio poznat kršćanskome svijetu (i na zapadu i na istoku) nakon pada Rimskog Carstva. Neoplatoničar Porfirije ukazao je na taj problem u svojem Uvodu u Aristotelove kategorije, ali nije dao odgovor. Boetije je taj spis preveo na latinski i tako je on postao poznat i na zapadu.

### Platonistički realizam Augustina i Eruigene
Nadovezujući se na Platona i platonizam, realisti smatraju da je odgovor pozitivan. Platon je smatrao da ideja ne samo da samostalno opstoji, nego da je svijet ideja najviša stvarnost i uzrok one stvarnosti, koju opažamo osjetilima: uopće ne bi moglo postojati ništa dobro da mu ontološki ne prethodi ideja "dobrote", ne bi mogao postojati pojedinačni konj da ne postoji opća ideja "konja" itd. Ovakvo shvaćanje u filozofiji se naziva objektivni idealizam, a srednjovjekovni realizam jedan je od njegovih oblika.
Platonu se suprotstavio njegov suvremenik, drugi Sokratov učenik, kinik Antisten iz Atene, koji je rekao da vidi konja, ali ne može vidjeti "konjstvo". Antisten je tako formulirao gledište koje će u srednjem vijeku biti nazvano nominalizam, naime učenje da samo pojedinačne stvari postoje realno (imaju supstanciju), dok su pojmovi samo imena (nomen) za niz sličnih predmeta. Platonov je odgovor naravno glasio da se radi o "gledanju" umom, do kojeg se pojedinac može dovinuti samo kroz naporno obrazovanje u filozofiji. 
Aurelije Augustin, koji se prije prihvaćanja kršćanstva dobro upoznao s neoplatonskom filozofijom, prihvatio je realistički stav, tumačeći ga međutim u okviru kršćanske teologije: ideje ne tvore samostalno područje, kako je mislio Platon, nego opstoje u Božjem umu. Ideje su misli koje Bog misli, ali za čovjeka one su objektivna stvarnost, koja se shvaća umom, uz posredovanje vjere. Proučavanje pojedinačnih stvari, pristupačnih osjetilima, ne može dovesti ni do kakve vrijedne spoznaje. 
Realisti, nastavljajući se na Augustina, gledaju u općim pojmovima (dakle, Božjim mislima) uzroke pojedinačnih stvari, u okviru opće "Riječi", Logosa, kojom Bog stvara svijet. Logos je, odbacivanjem arijanskog učenja definiran kao bogu istobitan i izjednačen s Kristom, kao jedna od osoba božjeg trojstva.
Tijekom sljedećih pet stoljeća nije bilo značajnih diskusija na tu temu. Ivan Skot Eriugena (810. – 880.) dovodi kršćanski novoplatonski realizam do ekstremnog oblika: ono što je općenitije, to je i realnije, a najrealnije je ono najopćenitije: Bog, koji sve stvara a nije stvoren, koji sve obuhvaća i koji se ne može pojmiti.

### Nominalistički izazov: Roscelin
Tek u XI. stoljeću, kada na zapadu dolazi do rasta učenosti (sa središtem u Parizu), obnavlja se nominalističko učenje u djelu Roscelina (1050-1123), koji je bio proglašenm heretikom i njegovi spisi uništeni, pa o njegovom učenju znamo samo iz spisa njegovih protivnika. On je naučavao ekstremni nominalizam: svaki pojam, sve ono opće, što nema podlogu u onome što se osjetilima može zapaziti, samo je prazan zvuk (latinski: flatus vocis), kojim čovjek daje skupno ime nekoj grupi stvari; ta skupna imena korisna su za komunikaciju među ljudima, no ona nemaju supstancu, koja pripada samo pojedinačnim stvarima. Svoje je učenje on primijenio i na kršćansku dogmu, dokazujući da je koncepcija trojstva u sebi proturječna, što je i dovelo do osude za herezu.

### Realistički odgovor: Anselmo i Vilim
Najznačajniji predstavnik realizma, u polemici s Roscelinom, bio je Anselmo od Canterburyja (1033-1109)l. Anselmo ističe prvenstvo vjere nad razumom: prvo se mora vjerovati, da bi se uopće smjelo raspravljati o Svetom Pismu, inače primjena dijalektike dovodi do hereze, kao što se desilo Roscelinu. Nadovezujući se na Eriugenu, Anselmo je skovao ontološki dokaz postojanja Boga.  
Drugi značajni realist bio je Vilim iz Champeauxa (1070-1121). On naučava da suština (bit, bitnost) postoji samo u općem (rodu), a pojedinačne se stvari razlikuju samo u akcidencijama. Iako je sam Vilim kasnije, pod utjecajem Abelardove kritike, odustao od radikalne formulacije, a drugi realisti tražili umjerenije formulacije, realizmu je teško izbjeći panteističku konzekvencu, da u svim pojavama svijeta treba vidjeti samo jednu božansku supstanciju. Takvo je učenje, ističu kritičari, sumnjivo s gledišta kršćanske pravovjernosti. Crkva je međutim generalno prihvaćala realizam, koji daje filozofsku pozadinu za nauk o trojstvu i o nasljednom grijehu.

### Sinteza: Abelardov konceptualizam
Najznačajniji mislilac u ovom sporu bio je Abelard (1079-1142), koji je bio »živo, svestrano djelujuće središte borbe oko univerzalija« (Windelband, str. 343). Njegovi su učitelji bili nominalist Roscelin i realist Vilim. U polemici protiv obojice, on je razvio svoje "srednje" učenje, koje je ipak bliže nominalizmu, nazvano konceptualizam ili sermonizam. Realno postoje samo pojedinačne stvari, ali pojmovi imaju značaj u intelektu i nisu samo "prazan zvuk"; bez njih, nikakva ljudska spoznaja ne bi bila moguća.
Njegova koncepcija ima bitan značaj za dalji razvoj filozofije, jer naglašava aktivnu ulogu ljudskoga uma u stvaranju općih pojmova. 
Time je Abelard ukazao na put iz šupljeg skolastičkog formalizma koje ne brine o odnosu svojih spekulacija prema osjetilnoj stvarnosti, iako je sam faktički još unutar tog formalizma ostao. Stoljeće i pol kasnije, Toma Akvinski ponovo prihvaća Aristotelovu koncepciju odnosa općeg i posebnog, koja je sadržajnija i daje viša poticaja za dalja istraživanja. (To je bilo omogućeno činjeicom da su tek u XIII. st. glavni Aristotelovi spisi postali ponovno poznati u kršćanskim zemljama, zahvaljujući židovskim i arapskim prevodima.)

### Osvrt: i danas postoje realisti i nominalisti!
Ove rasprave mogu u 21. stoljeću izgledati posve daleke i apstraktne. One su naravno bile uklopljene u teološke diskusije koje su tada, a i danas, bile posve nerazumljive velikoj većini kršćanskih vjernika (ali se zbog njih moglo i na lomači završiti), a kamoli drugima. 
Međutim, oprečna shvaćanja o statusu općih pojmova i danas postoje, kako u filozofiji, tako izvan nje, u političkim i drugim raspravama o pojedinim pitanjima, gdje se pojavljuju "realistička" i "nominalistička" shvaćanja o pojedinim problematičnim pojmovima. 
Npr. postoje li nacija (i drugi slični pojmovi) realno, izvan predodžbe koju o tome imaju pojedinci? U diskusijama o pojmovima "hrvatstvo", "srpstvo", "jugoslavenstvo", "Europa", "Balkan" i sl. lako možemo uočiti "realistički" i "nominalistički" stav, ili barem način govora (a takve diskusije naravno vode i svi drugi narodi u svijetu). 
Drugi primjer su diskusije o pojmovima spol i rod, koje je potaknuo feminizam. Postoje naravno biološke razlike između muškaraca i žena, ali do koje mjere možemo govoriti o postojanju "muškosti" i "ženskosti" kao posebnih entiteta? Postoji radikalno nominalistički stav koji sve razlike u osjećajima, ponašanju i dr. pripisuje samo odgoju, i tvrdokorno tradicionalistički koji smatra da su razlike urođene i nepremostive; a postoje naravno i umjereni stavovi između ta dva ekstrema, često u smislu "znanstvenog realizma" (vidi sljedeći odjeljak).

## Druga značenja pojma "realizam" u filozofiji
Izvan spomenutog konteksta rasprave o univerzalijama, pojam "realizam" u filozofiji se koristi u različitim značenjima. 
- Tako se ponekad "realistima" nazivaju svi oni filozofi koji idejama pripisuju objektivno postojanje, odnosno, svi "objektivni idealisti".
- Kantovo se učenje naziva pak transcendentalni realizam, a učenje nekih njegovih nastavljača kritički realizam, koji se pak po smislu približava "znanstvenom realizmu" (vidi dolje).
- Potpuno drugačije je značenje kada se "realizam" suprotstavlja subjektivnom idealizmu, kao učenje da vanjski svijet postoji nezavisno o svijesti, odnosno nezavisno o subjektu, koji ga spoznaje. U tom slučaju pojam "realizam" može se koristiti kao istoznačnica za materijalizam ili kao širi pojam, koji uključuje i neke tzv.idealističke koncepcije.
- Suvremeni znanstveni realizam, kao "prirodna filozofija" koju znanstvenici obično u svojem radu slijede, kompromisni je (eklektički) stav po kojem neke osobine predmeta pripadaju njima samima, ali druge zavise o odnosu prema spoznajnom subjektu; koje su prvog, a koje drugog tipa treba u svakom pojedinom slučaju istraživanjima utvrditi. Dokle pak ta relativnost spoznaje seže i koji su joj sve oblici, odnosno koliko znanost može pretendirati na univerzalnost svojih spoznaja, predmet je značajnih diskusija u filozofiji znanosti i sociologiji spoznaje XX. stoljeća.
- Također se u filozofskim djelima, osobito u suvremenoj analitičkoj filozofiji može naći pojam realizam u njegovom svakodnevnom smislu.

Zbog te višestrukosti, ako se termin "realizam" koristi, treba biti točno naznačeno na koje se značenje misli. Ako je moguće, treba ga zamijeniti nekim preciznijim terminom. Općenito, treba biti vrlo oprezan u tome da se raznolike koncepcije svode pod neki opći pojam, da se "etiketiraju" (da se dakle postupa u smislu "realizma", svodeći vrlo različita razmatranja i učenja filozofa na neku opću "suštinu").